# 萊恩鎮區 (堪薩斯州史密斯縣)
萊恩鎮區（英語：Lane Township）為美國堪薩斯州史密斯縣轄下的鎮區。2010年美国人口普查中該鎮區人口有117人。

## 地理
萊恩鎮區涵蓋總面積為92.84平方（35.85平方英里）。

## 人口統計
根據2010年美國人口普查，萊恩鎮區人口有117人，住房66戶，人口密度為1.26人/每平方公里。此鎮區居民之種族中，白人佔94.02%，非裔美國人佔0%，美洲原住民佔0%，亞裔美國人佔0%，太平洋島裔美國人佔0%，其他種族佔0%，混血種族則佔5.98%。而西班牙裔或拉丁裔美國人佔此鎮區人口的0%。

## 交通

### 主要公路
- 36號美國國道
- 8號堪薩斯州州道